# Radosław Murawski
Radosław Paweł Murawski (* 22. April 1994 in Pyskowice des Powiat Gliwicki) ist ein polnischer Fußballspieler, der seit 2021 bei Lech Posen unter Vertrag steht.

## Karriere

### Verein
Murawski kam über die Jugendabteilung von Piast Gliwice zum Profifußball und debütierte in der 1. Mannschaft am 26. Spieltag der Saison 2011/12 in der 1. Liga beim 1:0-Heimsieg seines Teams gegen Olimpia Elbląg. Auch wenn er in dieser Saison nur zu einem weiteren Einsatz kam, stieg er mit dem Verein in die höchste polnische Spielklasse, Ekstraklasa, auf und kam in seiner Premierensaison im Oberhaus auf insgesamt neun Einsätze. Am 26. Spieltag der Saison 2012/13 machte Murawski beim 3:2-Sieg von Piast Gliwice gegen Śląsk Wrocław auch seinen ersten Treffer in der Ekstraklasa. Am 18. Juli 2013 gab Murawski auch in der 2. Qualifikationsrunde zur UEFA Europa League gegen den aserbaidschanischen Vertreter FK Qarabağ Ağdam sein Debüt im Europapokal, allerdings schied sein Verein bereits nach Verlängerung im Rückspiel aus. Nachdem der defensive Mittelfeldspieler in der Saison 2013/14 auf 18 Einsätze gekommen war, gelang ihm in der Saison 2014/15 der Durchbruch und er verpasste lediglich ein Spiel im Ligaspielbetrieb. In der Saison 2015/16 war Murawski, der auch im zentralen Mittelfeld spielen kann, Kapitän und wurde Herbstmeister mit Piast Gliwice.
Von 2017 bis 2019 lief Murawski für US Palermo in der Serie B auf. Im Mai 2019 verurteilte der nationale Fußballverband FIGC den Verein wegen diverser administrativer Vergehen, darunter Bilanzfälschungen in den Spielzeiten 2014/15 bis 2016/17, zum Zwangsabstieg in die Serie C. Dagegen legte US Palermo Widerspruch ein. Im Juli 2019 lehnte der FIGC den Einspruch des sizilianischen Vereins allerdings ab und verschärfte sogar die Strafe zum Zwangsabstieg in die Serie D.
Murawski verließ den Verein und schloss sich für die Saison 2019/20 dem türkischen Erstligisten Denizlispor an. Er unterschrieb beim ägäischen Verein einen Zweijahresvertrag.

### Nationalmannschaft
Murawski durchlief die polnischen Nachwuchsnationalmannschaften von der U-19 bis zur U-21-Nationalmannschaft.

## Erfolge
Piast Gliwice
- Aufstieg in die Ekstraklasa und Meister der 1. Liga: 2011/12

Lech Posen
- Polnischer Meister: 2021/22